# 阿尔布吕克
阿尔布吕克是德国莱茵兰-普法尔茨州的一个市镇。总面积12.56平方公里，总人口1211人，其中男性612人，女性599人（2011年12月31日），人口密度96人/平方公里。